# Єфремов Дмитро Сергійович
Дмитро́ Сергі́йович Єфре́мов (нар. 6 квітня 1985 — 22 травня 2016) — солдат Збройних сил України, учасник російсько-української війни.

## Життєпис
Народився 1985 року в місті Знам'янка (Кіровоградська область), навчався у Знам'янській ЗОШ № 4. Брав участь в Народному самодіяльному ансамблі української пісні і танцю «Барвінок», танцювальна група. Працював черговим по станції Трепівка, від травня 2015-го — заступником начальника станції Чорноліська, виробничий підрозділ «Знам'янська дирекція залізничних перевезень регіональної філії „Одеська залізниця“».
Мобілізований влітку 2015-го, солдат 90-го окремого десантного штурмового батальйону «Житомир», навідник 3-го аеромобільного десантного взводу 1-ї аеромобільної роти.
22 травня 2016 року загинув пополудні під час мінометного обстрілу промзони міста Авдіївка.
Похований у місті Знам'янка.
Без Дмитра лишилися батьки, дружина, двоє малолітніх дітей.

## Нагороди та вшанування
- указом Президента України № 506/2016 від 16 листопада 2016 року «за особисту мужність і високий професіоналізм, виявлені у захисті державного суверенітету та територіальної цілісності України, вірність військовій присязі» — нагороджений орденом «За мужність» III ступеня (посмертно)[1]
- 12 жовтня 2016 року на фасаді Знам'янської школи № 4 відкрито меморіальні дошки на честь Сергія Капелюхи та Дмитра Єфремова.